# Stazione di Venezia Carpenedo
Stazione di Venezia Carpenedo vasútállomás Olaszországban, Veneto régióban, Velence településen.

## Vasútvonalak
Az állomást az alábbi vasútvonalak érintik:
- Velence–Trieszt-vasútvonal

## Kapcsolódó állomások
A vasútállomáshoz az alábbi állomások vannak a legközelebb: 
- Stazione di Gaggio Porta Est
- Stazione di Venezia Mestre